# Komplexy přechodných kovů s dikyslíkem
Komplexy dikyslíku jsou komplexní sloučeniny, které obsahují dikyslíkové (O2) ligandy.
K těmto sloučeninám patří proteiny přenášející kyslík, jako jsou myoglobin, hemoglobin, hemerythrin a hemokyanin.
Komplexy s O2 tvoří řada přechodných kovů a tvorba mnohých takových komplexů je vratná.
Navázání O2 na kov je součástí řady důležitých procesů, jako jsou buněčné dýchání a koroze, a má velký význam v chemickém průmyslu. První umělý komplex dikyslíku byl připraven v roce 1938, šlo o kobaltnatý komplex s vratně navázaným O2.

## Jednojaderné komplexy O2
O2 se na kov může vázat dvěma způsoby a vytvářet tak (η1-) nebo (η2-)komplexy. Struktury těchto sloučenin lze často určit rentgenovou krystalografií, kde je možné zjistit celkovou geometrii i délky vazeb O–O, a tím i řád vazby O2 ligandů.

### Komplexyη1-O2ligandů

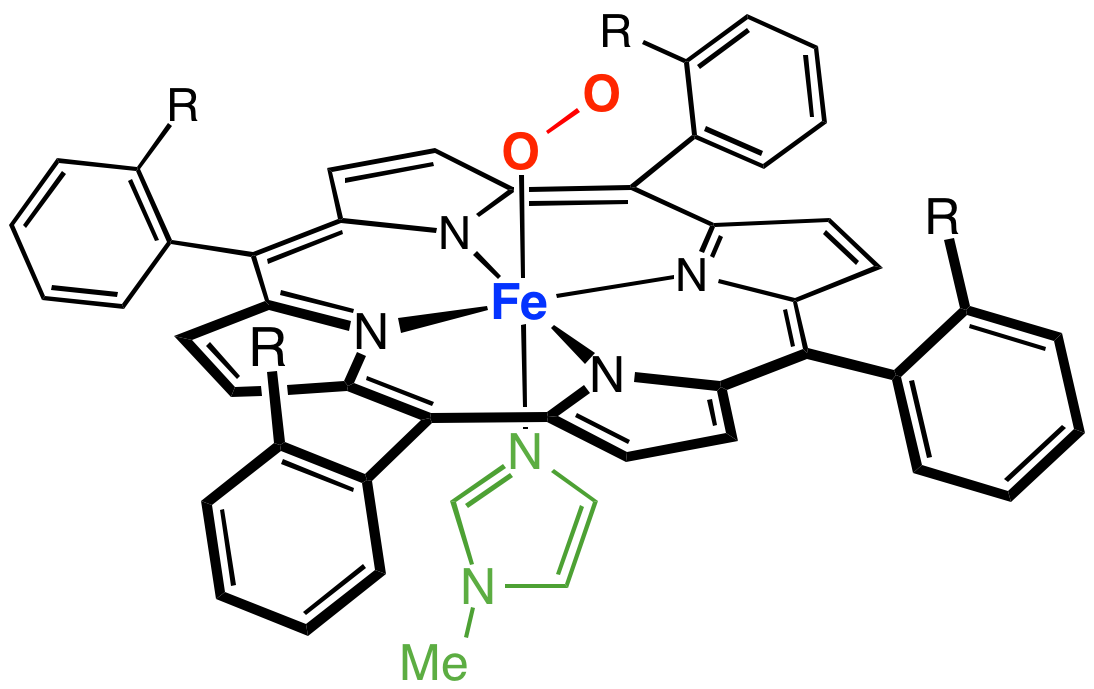
Porfyrinový komplex Fe, s axiálními koordinačními místy obsazenými methylimidazolem (zeleně) a dikyslíkem (R jsou amidové skupiny).

Vazby typu η1-O2 se vyskytují v kobaltnatých a železnatých komplexech porfyrinů (a podobných aniontových makrocyklických ligandů). Významnými příklady jsou myoglobin a hemoglobin, je také známa řada syntetických analogů s podobnými vlastnostmi. Navázání O2 se často popisuje jako přesun elektronů z dvojmocného kovového centra za vzniku superoxidového (O 
2 ) komplexu trojmocného kovu. Jak je znázorněno u cytochromu P450, tak vazba Fe-η1-O2 vyvolává tvorbu železičitých oxocenter. O2 se může vázat na jeden kov dvouatomového centra, a to podobným způsobem, jako je uveden výše; například aktivní místo proteinu hemerythrinu obsahuje karboxylát diželeza, navazující se na O2 na jednom Fe centru. Do vazeb se mohou zapojovat i dvojjaderné komplexy, přestože úvodní atak O2 probíhá pravděpodobně na jediném kovu.

### Komplexyη2-O2ligandů
η2-vazby jsou v komplexech dikyslíku nejběžnější. Tyto komplexy lze připravit reakcemi komplexů kovů v nízkých oxidačních číslech s kyslíkem; například se O2 může vratně vázat na Vaskův komplex (Ph = C6H5):
IrCl(CO)(PPh3)2 + O2 ⇌ IrCl(CO)(PPh3)2O2
Přeměna se popisuje jako 2 e− redoxní reakce: Ir+ se mění na Ir3+ a dikyslík se současně stává peroxidem. Protože má O2 tripletový základní stav a Vaskův komplex je singlet, tak je reakce pomalejší, než za použití singletového kyslíku.
Magnetické vlastnosti některých η2-O2 komplexů naznačují, že ligandem je ve skutečnosti superoxid namísto peroxidu.
Většina η2-komplexů O2 vytvářených pomocí peroxidu vodíku neobsahuje O2, například chromany ([CrO4)]2−) mohou být přeměněny na tetraperoxochromany [Cr(O2)4]2−. Reakcemi peroxidu vodíku s vodnými roztoky titaničitých solí vznikají výrazně zabarvené peroxykomplexy, jejich tvorbu lze použít na důkaz přítomnosti titaničitých iontů nebo peroxidu vodíku.

## Dvojjaderné komplexy O2

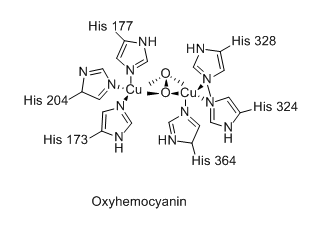
Vazba O_{2}- u hemokyaninu, sloužícího jako přenašeč O_{2} u některých měkkýšů

Dvojjaderné komplexy dikyslíku mají vazby typu μ2-η2,η2-, μ2-η1,η1-, μ2-η1 aη2-. V závislosti na počtu elektronů přesunutých z dikovového jádra mohou být tyto O2 ligandy popsány jako peroxo nebo superoxo. Hemokyanin je přenašečem O2, který obsahuje můstkové O2 ligandy a součástí jeho struktury je dvojice měďných center.

Struktura [Co(salen)(dmf)]_{2}O_{2}

Prvním umělým přenašečem kyslíku byl salkomin, kobaltnatý komplex salenu. Solvatované deriváty pevného komplexu na sebe navazují 0,5 ekvivalentů O2:
2 Co(salen) + O2 → [Co(salen)]2O2
U některých dvojjaderných komplexů O2 byly pozorovány vratné přenosy elektronů.

Oxidací peroxykomplexu dikobaltu vzniká komplex superoxidu (O_{2}^{−}). Co-O-O-Co jádro se zplošťuje a vzdálenosti O-O se snižují o 10 %.

## Ostatní kyslíkové ligandy a jejich využití
Komplexy dikyslíku mohou sloužit k přípravě dalších komplexů s kyslíkatými ligandy. Oxokomplexy lze připravit štěpením vazeb O–O po komplexaci. Hydroperoxokomplexy se vytváří v průběhu redukcí dikyslíkových komplexů pomocí kovů. Redukce O2 kovovými katalyzátory jsou důležitými poloreakcemi v palivových článcích.
Kovy katalyzované oxidace pomocí O2 mají jako meziprodukty komplexy dikyslíku, vlastními oxidanty jsou ale často oxokomplexy. Vratné navazování kyslíku na komplexy kovů lze použít k přečištění vzdušného kyslíku, kde se ovšem většinou používá destilace zkapalněného vzduchu.